# Comité Judicial de Nepal
El Comité Judicial de Nepal está conformado por el presidente y dos miembros del Sarbochha Adalat (Corte Suprema), el ministro de justicia y otro jurista designado por el jefe del Estado (el Rey hasta 2007). Su principal función es recomendar a los candidatos a integrar los Tribunales de Justicia de Nepal, desde la Corte Suprema hasta los jueces de paz. Se encontraba reglamentado en la Constitución de 1990 en su artículo 93. La organización y funcionamiento del Comité Judicial se encuentra en la actualidad pendiente de una nueva regulación al encontrase el país en periodo constituyente. 
- Datos: Q5779418